# 南越前町
南越前町（日语：／ Minamiechizen chō */?）為位於日本福井縣中部的行政區劃。
雖然轄區西側臨日本海，但是轄區的東、南、西側都為山區，共約92%的地區為山林地，其中西南側的木之芽峠為福井縣內嶺北地區和嶺南地區的分界；轄區內大多位於九頭龍川支流日野川的流域內，主要聚落也是位於日野川沿岸的平地區域。

## 人口
| 南越前町人口分布圖 |                                                 |  |
| 南越前町與日本全國年齡別人口分布比較圖 （2005年資料） | 南越前町的年齡、男女別人口分布圖 （2005年資料） |  |
| ■紫色是南越前町 ■綠色是全国 | ■藍色是男性 ■紅色是女性                         |  |
| 南越前町人口變化 \| 1970年 \| 14,442人 \| \| \| 1975年 \| 13,913人 \| \| \| 1980年 \| 13,820人 \| \| \| 1985年 \| 13,886人 \| \| \| 1990年 \| 13,804人 \| \| \| 1995年 \| 13,616人 \| \| \| 2000年 \| 13,221人 \| \| \| 2005年 \| 12,274人 \| \| \| 2010年 \| 11,551人 \| \| \| 2015年 \| 10,799人 \| \| \| 2020年 \| 10,002人 \| \| |                                                 |  |
| 資料來源：日本總務省統計中心提供之人口普查數據 |                                                 |  |
| 1970年 | 14,442人                                        |  |
| 1975年 | 13,913人                                        |  |
| 1980年 | 13,820人                                        |  |
| 1985年 | 13,886人                                        |  |
| 1990年 | 13,804人                                        |  |
| 1995年 | 13,616人                                        |  |
| 2000年 | 13,221人                                        |  |
| 2005年 | 12,274人                                        |  |
| 2010年 | 11,551人                                        |  |
| 2015年 | 10,799人                                        |  |
| 2020年 | 10,002人                                        |  |

## 歷史
過去在令制國時代屬於越前國南條郡，江戶時代後大部分區域都成為福井藩的領地，另有少部分區域屬於郡上藩、西尾藩、小濱藩、丸岡藩、鯖江藩、旗本和幕府直屬領。
19世紀末明治維新後，原屬幕府及旗本的領地在1871年被劃入新設立的本保縣，在同年實施的廢藩置縣後，其餘原屬各藩的領地則改隸屬福井縣、西尾縣、郡上縣、小濱縣、丸岡縣、鯖江縣，不過在同年底進行的第一次府縣整併中，全數區域被整併至敦賀縣，但敦賀縣在1876年遭到廢除，本地被併入石川縣，直到1881年才改隸屬新設立的福井縣。
1889年日本實施町村制，現在的南越前町轄區在當時分屬南日野村、北杣山村、南杣山村、湯尾村、宅良村、今村、鹿蒜村、鹿見村、河野村共九個行政區劃；在1950年代的昭和大合併期間，位於北部的南日野村、北杣山村、南杣山村被整併為南條村，位於南部的湯尾村、宅良村、今村、鹿蒜村、鹿見村則被整併為今町。
2000年代，日本開始推動平成大合併，南條村、今庄町與位於西部先前未曾參與整併過的河野村在2005年合併為南越前町。

### 變遷表
| 1889年4月1日 | 1889年 - 1912年         | 1912年 - 1944年         | 1945年 - 1954年           | 1955年 - 1989年           | 1989年 - 現在               | 現在                        |
| ------------ | ----------------------- | ----------------------- | ------------------------- | ------------------------- | --------------------------- | --------------------------- |
| 南日野村     | 南日野村                | 南日野村                | 1954年1月1日 合併為南條村 | 1964年9月1日 改制為南條町 | 2005年1月1日 合併為南越前町 | 2005年1月1日 合併為南越前町 |
| 北杣山村     |                         |                         | 1954年1月1日 合併為南條村 | 1964年9月1日 改制為南條町 | 2005年1月1日 合併為南越前町 | 2005年1月1日 合併為南越前町 |
| 南杣山村     |                         |                         | 1954年1月1日 合併為南條村 | 1964年9月1日 改制為南條町 | 2005年1月1日 合併為南越前町 | 2005年1月1日 合併為南越前町 |
| 湯尾村       | 湯尾村                  | 湯尾村                  | 湯尾村                    | 1955年4月1日 合併為今町   | 2005年1月1日 合併為南越前町 | 2005年1月1日 合併為南越前町 |
| 宅良村       |                         |                         |                           | 1955年4月1日 合併為今町   | 2005年1月1日 合併為南越前町 | 2005年1月1日 合併為南越前町 |
| 今村         |                         |                         |                           | 1955年4月1日 合併為今町   | 2005年1月1日 合併為南越前町 | 2005年1月1日 合併為南越前町 |
| 鹿蒜村       | 鹿蒜村                  | 鹿蒜村                  | 1951年4月1日 併入今村     | 1955年4月1日 合併為今町   | 2005年1月1日 合併為南越前町 | 2005年1月1日 合併為南越前町 |
| 鹿見村       | 1890年3月6日 改名為堺村 | 1890年3月6日 改名為堺村 | 1890年3月6日 改名為堺村   | 1955年4月1日 合併為今町   | 2005年1月1日 合併為南越前町 | 2005年1月1日 合併為南越前町 |
| 河野村       |                         |                         |                           |                           | 2005年1月1日 合併為南越前町 | 2005年1月1日 合併為南越前町 |

## 交通
由原JR西日本的北陸本線接收的第三部門鐵道路線Hapi-line Fukui線、高速公路北陸自動車道、國道365號、國道476號自西南側穿過木之芽峠後，沿著日野川往北進入越前市，其中國道476是直接往南進入滋賀縣長濱市，其餘路線都是往西南接往敦賀市。
在沿海區域還有國道8號及國道305號可以沿著海岸縣分別往南北方向前往敦賀市和越前町。

### 鐵路
- Hapi-line Fukui
  - Hapi-line Fukui線：（←敦賀市） - 南今車站 - 今車站 - 湯尾站 - 南條站 - （越前市→）
- 西日本旅客鐵道
  - 北陸新幹線：（←越前市） - （未於轄內設置車站） - （敦賀市→）

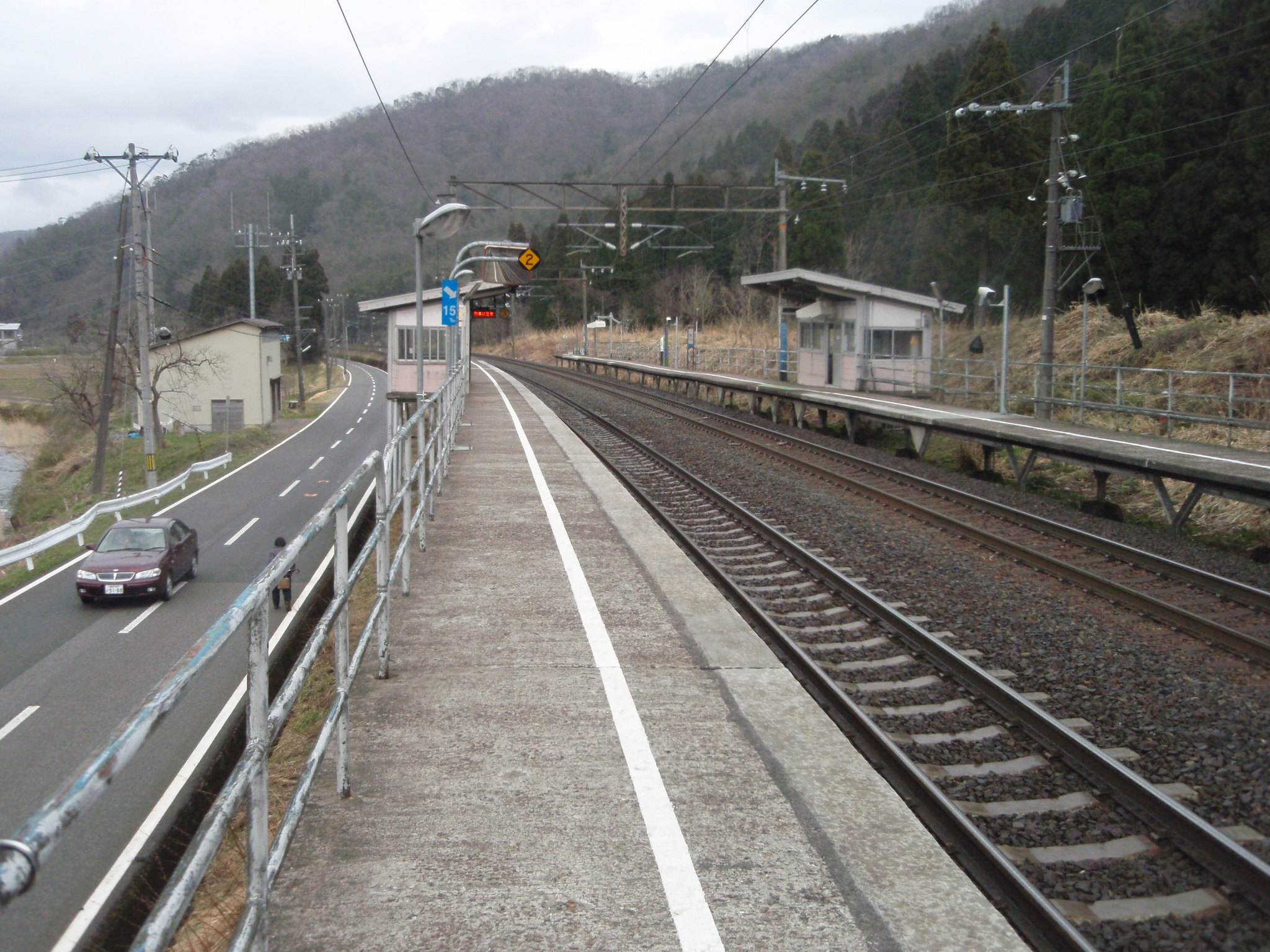
南今車站
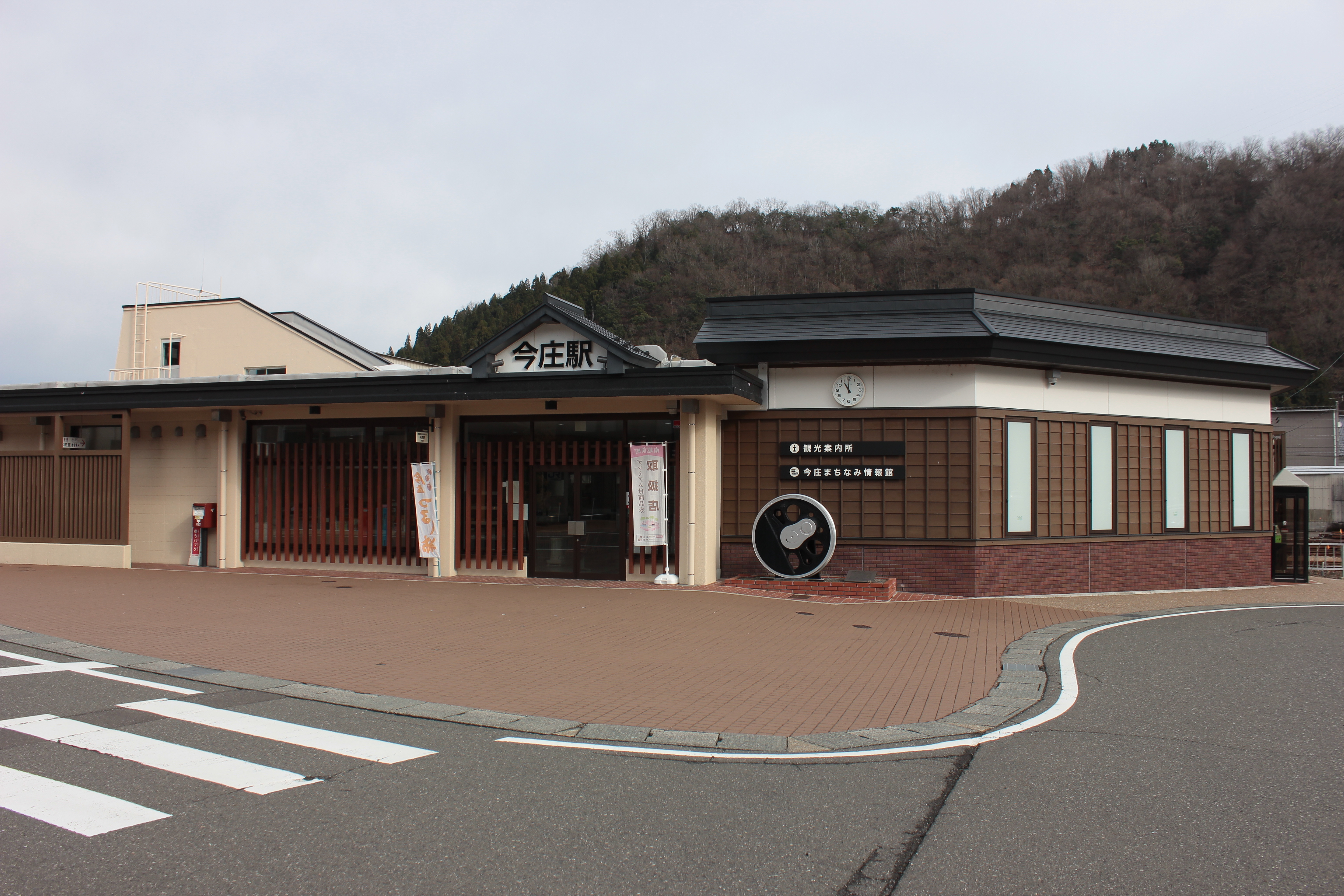
今車站
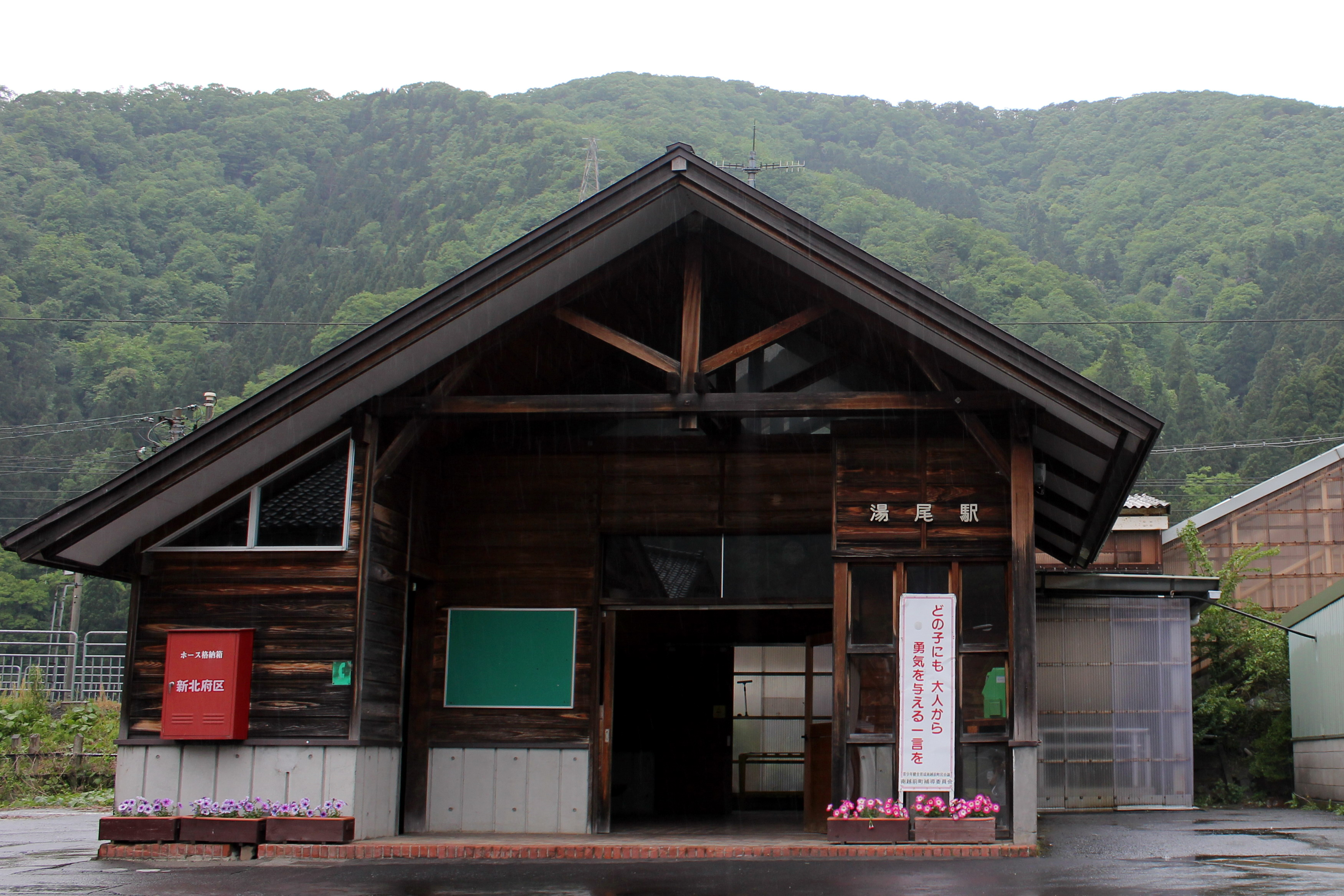
湯尾車站
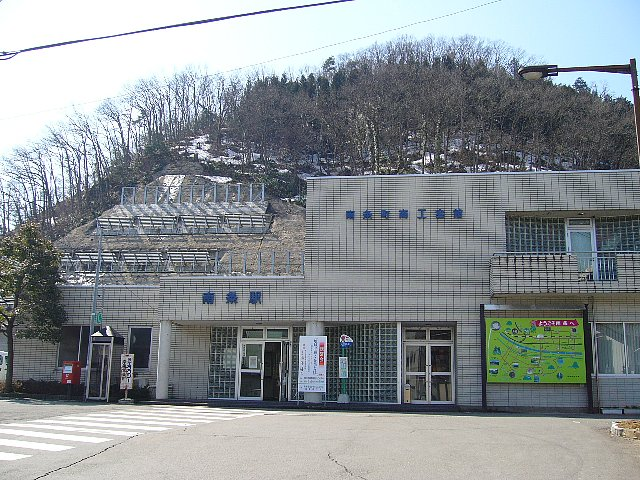
南條車站

### 公路
高速公路
- 北陸自動車道：（敦賀市） - 今庄交流道 - 南條服務區 - （越前市）

## 觀光資源

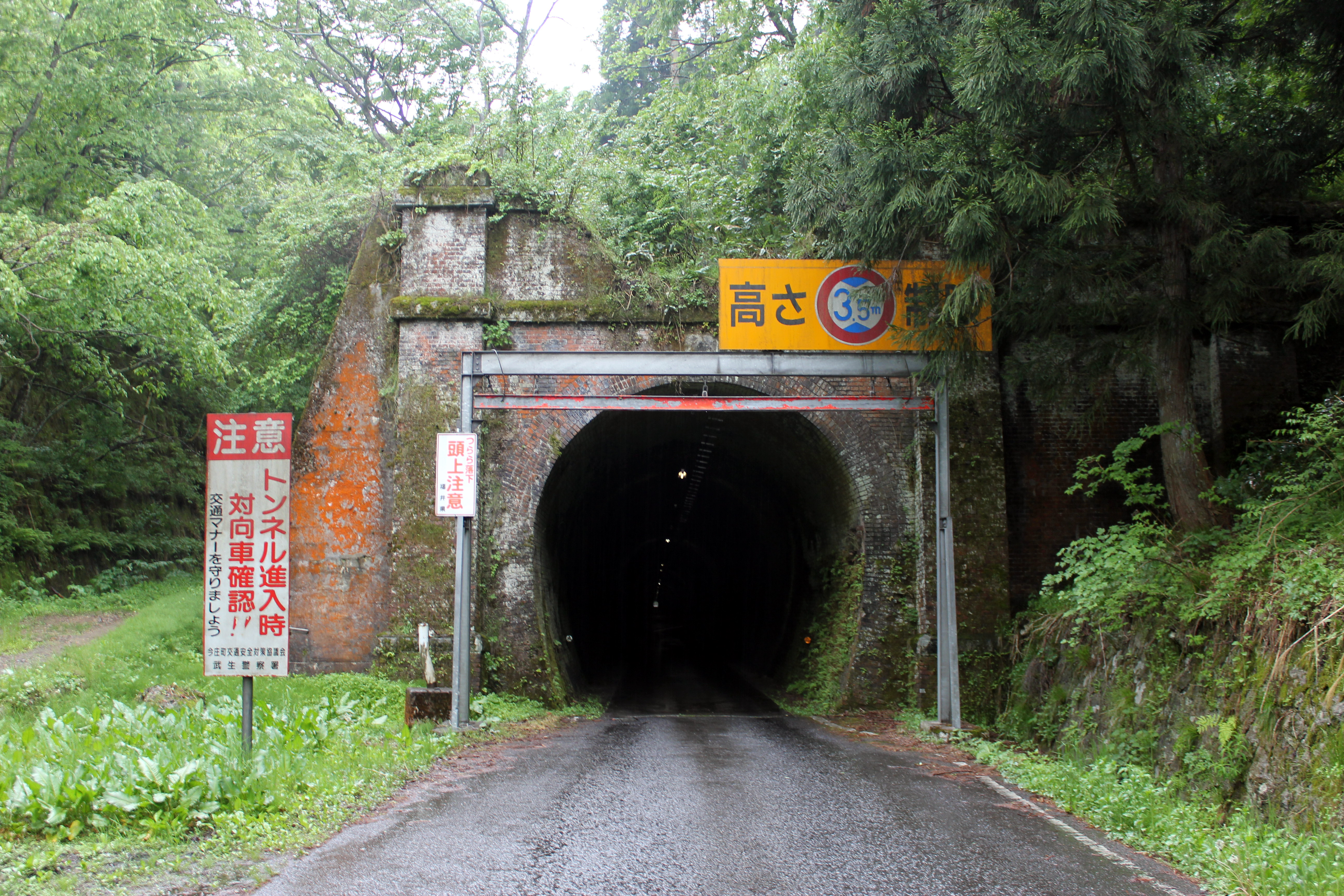
建於1896年的山中隧道在今庄一側的入口，在1962年北陸隧道通車後停止使用。

今庄地區過去曾是北陸街道的宿場町，在現在的今庄地區仍可見到部分過去的傳統建築，其中的京藤甚五郎家已被列為福井縣有形文化財產。
鐵路北陸本線為了通過木之芽峠周邊的山區，過去建有多個隧道，隨著技術的進步，此區域的隧道及路線曾多次重新規劃，因此留下了多個舊隧道遺跡，經規劃後成為舊北陸線隧道群，現也被列為近代化遺產。

## 備註
1. ↑  於1871年第一次設立的福井縣，與現在的福井縣沒有直接關係。
2. ↑  於1881年第二次設立的福井縣，與1871年設立的福井縣沒有直接關係。

## 外部連結
- （日語） 南越前町的Facebook專頁
- （日語） 南越前町觀光情報站（页面存档备份，存于）
- （日語） 南越前町今觀光協會（页面存档备份，存于）
- （日語） YouTube上的今觀光協會頻道
- （日語） 南越前町河野觀光協會（页面存档备份，存于）
- （日語） 河野觀光協會的Facebook專頁